# Graye-sur-Mer
Graye-sur-Mer ist eine französische Gemeinde mit 767 Einwohnern (Stand: 1. Januar 2022) im Département Calvados in der Region Normandie (vor 2016 Basse-Normandie). Die Gemeinde gehört zum Arrondissement Bayeux und zum Kanton Courseulles-sur-Mer.

## Geografie
Graye-sur-Mer liegt an der Ärmelkanalküste, etwa 17 Kilometer ostnordöstlich von Bayeux und etwa 17 Kilometer nordnordwestlich von Caen. Der Seulles begrenzt die Gemeinde im Osten. Umgeben wird Graye-sur-Mer von den Nachbargemeinden Courseulles-sur-Mer im Osten, Banville im Süden, Sainte-Croix-sur-Mer im Südwesten sowie Ver-sur-Mer im Westen.

## Geschichte
Der Strand von Graye-sur-Mer gehört zu einem Abschnitt des sog. Juno Beach, an dem die Alliierten am 6. Juni 1944 anlandeten.
| Jahr      | 1962 | 1968 | 1975 | 1982 | 1990 | 1999 | 2006 | 2019 |
| --------- | ---- | ---- | ---- | ---- | ---- | ---- | ---- | ---- |
| Einwohner | 460  | 416  | 405  | 525  | 567  | 593  | 644  | 728  |

## Sehenswürdigkeiten
- Kirche Saint-Martin, ursprünglich aus dem 11. Jahrhundert
- Reste der Mühle von Graye

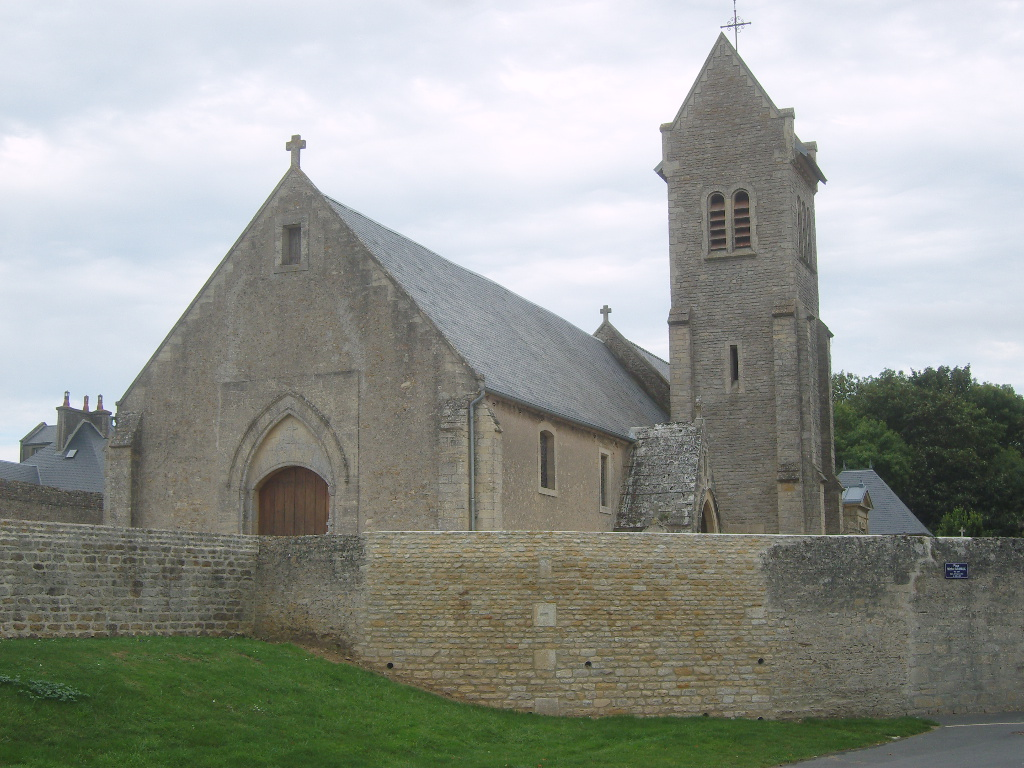
Kirche Saint-Martin
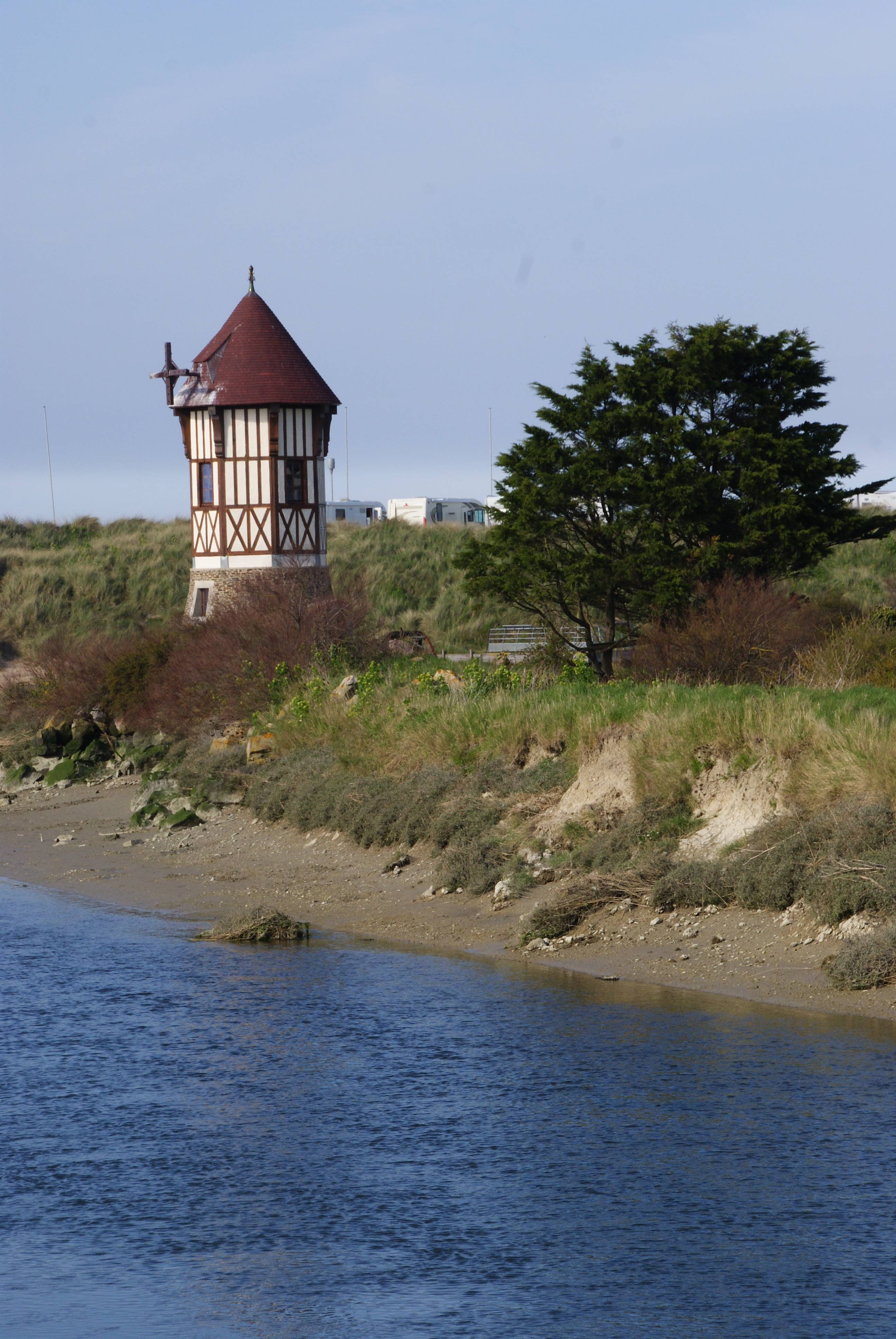
Mühle

## Persönlichkeiten
- André Desvages (1944–2018), Radrennfahrer